# Ассым Мехмед-паша
Ассым Мехмед-паша (тур. Asım Mehmed Paşa; 1840—1886) — турецкий государственный деятель, министр иностранных дел Османской империи.

## Биография
Родился в Адрианополе в 1840 году в семье местного вице-губернатора Хуршида-паши.
Состоял секретарем при турецком посольстве в Лондоне и Париже, а позднее вице-губернатором и губернатором в Адрианополе.
После окончания русско-турецкой войны 1877—1878 годов Ассим-паша был назначен председателем международной комиссии, которой поручена была выработка органического устава для Восточной Румелии, а позднее президентом комиссии для установления порядка управления европейскими провинциями Османской империи.
13 сентября 1880 года был назначен вместо Абеддина-паши министром иностранных дел, потом трапезунтским губернатором.
Умер в начале 1886 года.

## Источник
- Ассим-паша // Энциклопедический словарь Брокгауза и Ефрона : в 86 т. (82 т. и 4 доп.). — СПб., 1890—1907.